# مینه تبر
مینه تبر (انگلیسی: Mine Teber؛ زادهٔ ۲۹ ژوئیهٔ ۱۹۶۱) بازیگر اهل قبرس شمالی است.